# Seniūnija

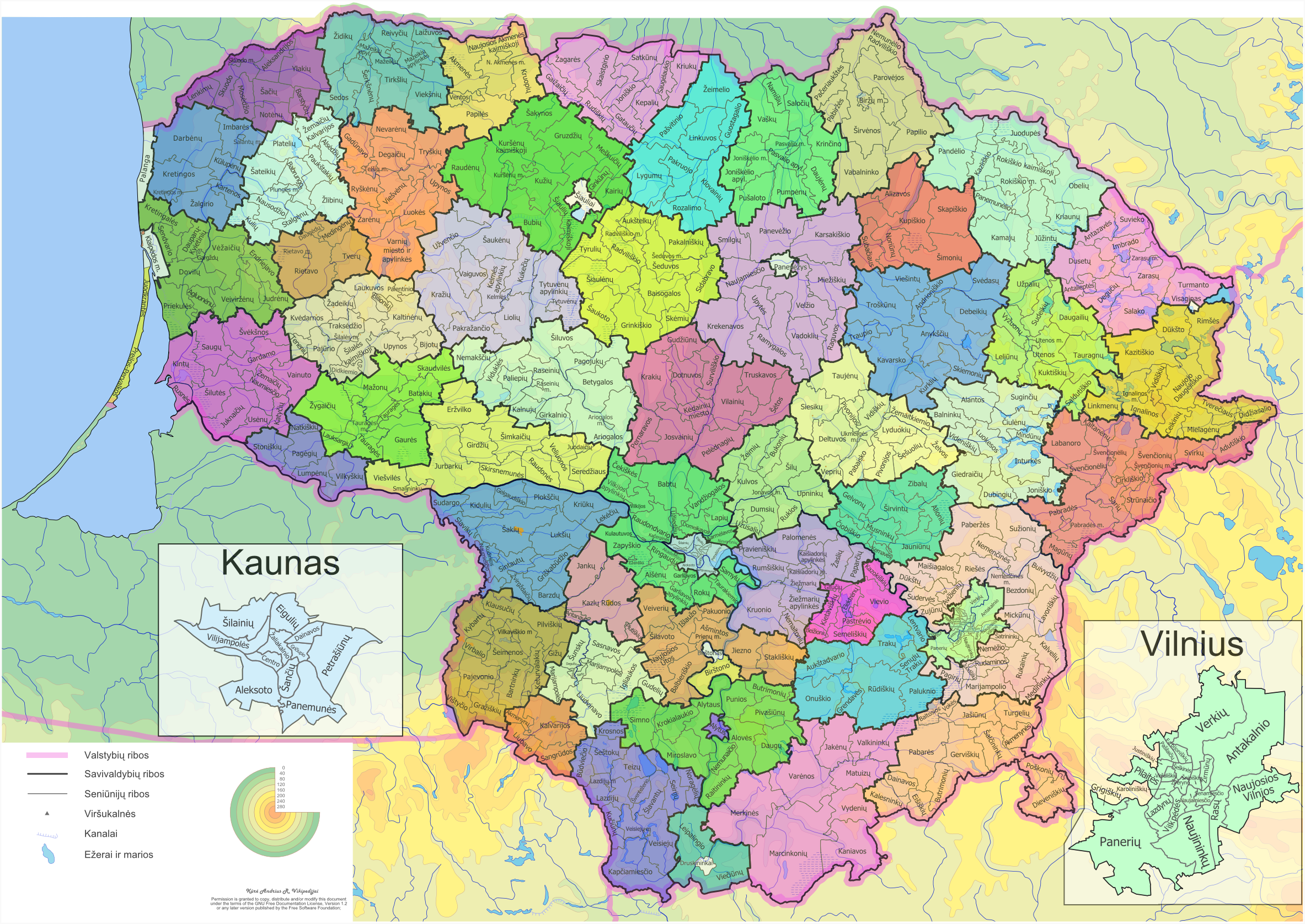
Seniūnijos in Lituania

La seniūnija (plurale: seniūnijos) è la più piccola unità di divisione amministrativa della Lituania. Ogni seniūnija può essere sia una piccola regione, consistente di pochi villaggi, oppure una singola città, o ancora parte di una grande città. Variano in dimensioni e popolazione, a seconda dei luoghi e della natura. Alcune seniūnijos compongono un comune. Žirmūnai è la seniūnija più popolosa (fa capo a Vilnius), con una popolazione intorno ai 50 000 abitanti, che supera la popolazione di diversi comuni.
Le Seniūnijos si occupano dei problemi a livello locale, come la riparazione delle strade, e la gestione dei dati dei comuni.
La Lituania attuale è divisa in 10 contee, 60 comuni e più di 500 seniūnijos, che fungono da distretti municipali. Nelle città, il presidente viene eletto in ogni quartiere, insieme al sindaco della città.
Storicamente, il termine era utilizzato per unità amministrative maggiori, come la Samogizia o l’Aukštaitija.

Sviluppo delle seniūnijos attorno alle città principali delle varie contee

## Lista
Il seguente elenco comprende tutte le seniūnijos lituane. Per ragioni di convenienza, è indicato il centro abitato più popoloso dell'area: va ricordato che le seniūnijos non necessariamente coincidono con i confini territoriali di un solo insediamento, potendo essere infatti formate da più agglomerati amministrativamente compresi tra loro.
| Seniūnija                                         | Regione                  | Superficie (km²) | Popolazione (ab. 2011) | Densità (ab./km²) |
| ------------------------------------------------- | ------------------------ | ---------------- | ---------------------- | ----------------- |
| Adutiškis                                         | Distretto di Švenčionys  | 125              | 1086                   | 8,7               |
| Agluonėnai                                        | Distretto di Klaipėda    | 57               | 1178                   | 20,7              |
| Akademija (Kaunas)                                | Distretto di Kaunas      | 2,76             | 2807                   | 1017              |
| Akmenė                                            | Distretto di Akmenė      | 190,55           | 4211                   | 22,1              |
| Akmenynė                                          | Distretto di Šalčininkai | 54               | 822                    | 15,2              |
| Akmenynai                                         | Comune di Kalvarija      | 46,5             | 754                    | 16,2              |
| Alanta                                            | Distretto di Molėtai     | 154              | 1 734                  | 11,3              |
| Aleksandrija (Skuodas)                            | Distretto di Skuodas     | 99               | 1 559                  | 15,7              |
| Aleksoto seniūnija (fa capo a Kaunas)             | Comune di Kaunas         | 24               | 21 178                 | 882               |
| Alionys                                           | Distretto di Širvintos   | 150              | 992                    | 6,6               |
| Alytaus seniūnija (fa capo a Miklusėnai)          | Distretto di Alytus      | 113              | 4 505                  | 39,9              |
| Alizava                                           | Distretto di Kupiškis    | 158              | 1 779                  | 11,3              |
| Alovė                                             | Distretto di Alytus      | 142              | 2 980                  | 21                |
| Alsėdžiai                                         | Distretto di Plungė      | 46               | 1 265                  | 27,5              |
| Alšėnų seniūnija (fa capo a Mastaičiai)           | Distretto di Kaunas      | 57               | 3 464                  | 61                |
| Andrioniškis                                      | Distretto di Anykščiai   | 63               | 670                    | 10,6              |
| Anykščiai                                         | Distretto di Anykščiai   | 271,06           | 14 239                 | 53                |
| Antakalnis                                        | Comune di Vilnius        | 77,2             | 38 940                 | 504               |
| Antalieptė                                        | Distretto di Zarasai     | 67               | 691                    | 10,3              |
| Antanavas                                         | Comune di Kazlų Rūda     | 19               | 764                    | 40,2              |
| Antazavė                                          | Distretto di Zarasai     | 100,43           | 1 003                  | 10                |
| Ariogalos miesto seniūnija                        | Distretto di Raseiniai   | 4,82             | 3 208                  | 665,6             |
| Ariogala                                          | Distretto di Raseiniai   | 235              | 3 585                  | 15,2              |
| Ašminta                                           | Distretto di Prienai     | 73               | 1 739                  | 23,8              |
| Aukštadvaris                                      | Distretto di Trakai      | 213              | 2 935                  | 13,8              |
| Aukštelkai                                        | Distretto di Radviliškis | 99               | 1 581                  | 16                |
| Avižieniai                                        | Distretto di Vilnius     | 45               | 7 509                  | 167               |
| Babrungas                                         | Distretto di Plungė      | 100              | 2 278                  | 22,8              |
| Babtai                                            | Distretto di Kaunas      | 143              | 4 409                  | 30,8              |
| Baisogala                                         | Distretto di Radviliškis | 131              | 4 024                  | 30,7              |
| Balbieriškis                                      | Distretto di Prienai     | 181              | 2 863                  | 15,8              |
| Balninkai                                         | Distretto di Molėtai     | 105,86           | 944                    | 8,9               |
| Baltoji Vokė                                      | Distretto di Šalčininkai | 66               | 1 353                  | 20,5              |
| Barstyčiai                                        | Distretto di Skuodas     | 75               | 969                    | 12,9              |
| Bartninkai                                        | Distretto di Vilkaviškis | 128,46           | 2 238                  | 17,4              |
| Barzdai                                           | Distretto di Šakiai      | 71               | 937                    | 13,2              |
| Batakiai                                          | Distretto di Tauragė     | 102              | 1 392                  | 13,6              |
| Bubiai                                            | Distretto di Kaunas      | 42,8             | 1 331                  | 31,1              |
| Beižionys                                         | Comune di Elektrėnai     | 51               | 278                    | 5,5               |
| Betygala                                          | Distretto di Raseiniai   | 184              | 2 112                  | 11,5              |
| Bezdonys                                          | Distretto di Vilnius     | 119              | 2 865                  | 24,1              |
| Bijotai                                           | Distretto di Šilalė      | 70               | 992                    | 14,2              |
| Bilionys                                          | Distretto di Šilalė      | 37               | 447                    | 12,1              |
| Birštono Vienkiemis                               | Comune di Birštonas      | 111              | 1 980                  | 17,8              |
| Biržai                                            | Distretto di Biržai      | 16,35            | 12 465                 | 762,4             |
| Bubiai (Šiauliai)                                 | Distretto di Šiauliai    | 225              | 3 176                  | 14,1              |
| Būdviečio seniūnija (fa capo ad Aštrioji Kirsna)  | Distretto di Lazdijai    | 61               | 1 061                  | 17,4              |
| Buivydžiai                                        | Distretto di Vilnius     | 98               | 974                    | 9,9               |
| Bukonys                                           | Distretto di Jonava      | 108              | 1 565                  | 14,5              |
| Butrimonys (Alytus)                               | Distretto di Alytus      | 78               | 2 098                  | 26,9              |
| Butrimonys (Šalčininkai)                          | Distretto di Šalčininkai | 92               | 1 808                  | 19,7              |
| Ceikiniai                                         | Distretto di Ignalina    | 83               | 557                    | 6,7               |
| Centro seniūnija (Kaunas)                         | Comune di Kaunas         | 4,58             | 14 723                 | 3215              |
| Cirkliškis                                        | Distretto di Švenčionys  | 47               | 875                    | 18,6              |
| Čekiškė                                           | Distretto di Kaunas      | 83               | 1 795                  | 21,6              |
| Čiobiškis                                         | Distretto di Širvintos   | 66               | 858                    | 13                |
| Čiulėnų seniūnija (fa capo a Toliejai)            | Distretto di Molėtai     | 104              | 1 408                  | 13,5              |
| Dainavos seniūnija (fa capo a Kaunas)             | Comune di Kaunas         | 7,28             | 58 818                 | 8079              |
| Dainava                                           | Distretto di Šalčininkai | 55               | 866                    | 15,7              |
| Darbėnai                                          | Distretto di Kretinga    | 304              | 4 716                  | 15,5              |
| Daugailiai                                        | Distretto di Utena       | 135              | 1 265                  | 9,4               |
| Daugėdai                                          | Comune di Rietavas       | 20,3             | 422                    | 20,8              |
| Daugai                                            | Distretto di Alytus      | 147              | 3 230                  | 22                |
| Daujėnai                                          | Distretto di Pasvalys    | 97               | 1 273                  | 13,1              |
| Dauparų-Kvietinių seniūnija (fa capo a Gargždai)  | Distretto di Klaipėda    | 92               | 2 900                  | 31,5              |
| Debeikiai                                         | Distretto di Anykščiai   | 172              | 1 706                  | 9,9               |
| Degaičiai                                         | Distretto di Telšiai     | 112              | 2 115                  | 18,9              |
| Degučių seniūnija (fa capo a Marijampolė)         | Comune di Marijampolė    | 5,94             | 18 493                 | 3113,3            |
| Degučiai                                          | Distretto di Zarasai     | 108,49           | 929                    | 8,6               |
| Deltuva                                           | Distretto di Ukmergė     | 170,9            | 2 675                  | 15,7              |
| Didkiemis                                         | Distretto di Šilalė      | 38               | 307                    | 8,1               |
| Didžiasalis                                       | Distretto di Ignalina    | 82,2             | 1 659                  | 20,2              |
| Dieveniškės                                       | Distretto di Šalčininkai | 207              | 2 115                  | 10,2              |
| Domeikava                                         | Distretto di Kaunas      | 58               | 8 820                  | 152               |
| Dotnuva                                           | Distretto di Kėdainiai   | 138              | 4 758                  | 34,5              |
| Dovilai                                           | Distretto di Klaipėda    | 121,7            | 4 888                  | 40,2              |
| Dubingiai                                         | Distretto di Molėtai     | 99               | 939                    | 9,5               |
| Dūkštas                                           | Distretto di Ignalina    | 154              | 1 706                  | 11,1              |
| Dūkštos                                           | Distretto di Vilnius     | 91               | 1 777                  | 19,5              |
| Dusetos                                           | Distretto di Zarasai     | 139,4            | 2 668                  | 19,1              |
| Eigulių seniūnija (fa capo a Kaunas)              | Comune di Kaunas         | 14,5             | 43 109                 | 2973              |
| Eišiškės                                          | Distretto di Šalčininkai | 63               | 4 436                  | 70                |
| Elektrėnai                                        | Comune di Elektrėnai     | 40               | 12 749                 | 319               |
| Endriejavas                                       | Distretto di Klaipėda    | 145              | 1 675                  | 11,6              |
| Eržvilkas                                         | Distretto di Jurbarkas   | 235              | 2 433                  | 10,4              |
| Ežerėlis                                          | Distretto di Kaunas      | 2,26             | 1 820                  | 805,3             |
| Fabijoniškės                                      | Comune di Vilnius        | 4,1              | 39 759                 | 9697              |
| Gadūnavas                                         | Distretto di Telšiai     | 138,9            | 1 573                  | 11,3              |
| Gaižaičiai                                        | Distretto di Joniškis    | 108              | 527                    | 4,9               |
| Gardamas                                          | Distretto di Šilutė      | 134              | 1 875                  | 14,0              |
| Gargždai                                          | Distretto di Klaipėda    | 1,74             | 15 021                 | 8632,8            |
| Garliava                                          | Distretto di Kaunas      | 3,65             | 11 264                 | 3086              |
| Garliavos apylinkių seniūnija                     | Distretto di Kaunas      | 84               | 6 026                  | 72                |
| Gataučiai                                         | Distretto di Joniškis    | 105              | 1 615                  | 15,4              |
| Gaurė                                             | Distretto di Tauragė     | 218              | 2 424                  | 11,1              |
| Gelgaudiškis                                      | Distretto di Šakiai      | 72               | 2 781                  | 38,6              |
| Gelvonai                                          | Distretto di Širvintos   | 113              | 1 406                  | 12,4              |
| Gerviškės                                         | Distretto di Šalčininkai | 184              | 2 192                  | 11,9              |
| Giedraičiai                                       | Distretto di Molėtai     | 175              | 2 034                  | 11,6              |
| Gilučiai                                          | Comune di Elektrėnai     | 25               | 483                    | 19,3              |
| Girdžiai                                          | Distretto di Jurbarkas   | 89               | 1 146                  | 12,9              |
| Girkalnis                                         | Distretto di Raseiniai   | 105              | 1 685                  | 16                |
| Ginkūnai                                          | Distretto di Šiauliai    | 30,2             | 3 278                  | 109               |
| Gižai                                             | Distretto di Vilkaviškis | 38,92            | 884                    | 22,7              |
| Gražiškai                                         | Distretto di Vilkaviškis | 120              | 921                    | 7,7               |
| Grendavė                                          | Distretto di Trakai      | 67               | 653                    | 9,7               |
| Gričiupio seniūnija (fa capo a Kaunas)            | Comune di Kaunas         | 3,81             | 26 735                 | 7017              |
| Grigiškės                                         | Comune di Vilnius        | 7,1              | 11 225                 | 1581              |
| Grinkiškis                                        | Distretto di Radviliškis | 196              | 2 469                  | 12,6              |
| Griškabūdis                                       | Distretto di Šakiai      | 145              | 2 477                  | 17,1              |
| Gruzdžiai                                         | Distretto di Šiauliai    | 186              | 2 436                  | 13,1              |
| Gudeliai                                          | Comune di Marijampolė    | 56               | 993                    | 17,7              |
| Gudžiūnai                                         | Distretto di Kėdainiai   | 93,5             | 1 735                  | 18,6              |
| Guostagalis                                       | Distretto di Pakruojis   | 105              | 1 383                  | 13,2              |
| Igliauka                                          | Comune di Marijampolė    | 97               | 2 217                  | 22,9              |
| Ignalina                                          | Distretto di Ignalina    | 262              | 1 571                  | 6                 |
| Ignalinos miesto seniūnija                        | Distretto di Ignalina    | 6,9              | 6 007                  | 871               |
| Imbarės seniūnija (fa capo a Salantai)            | Distretto di Kretinga    | 146              | 2 135                  | 14,6              |
| Imbradas                                          | Distretto di Zarasai     | 120              | 946                    | 7,9               |
| Inturkė                                           | Distretto di Molėtai     | 129              | 1 337                  | 10,4              |
| Išlaužas                                          | Distretto di Prienai     | 58               | 1 609                  | 27,7              |
| Ylakiai                                           | Distretto di Skuodas     | 216              | 3 063                  | 14,2              |
| Jakėnų seniūnija (fa capo a Žilinai)              | Distretto di Varėna      | 210              | 1 202                  | 5,7               |
| Jankai                                            | Comune di Kazlų Rūda     | 169              | 1 194                  | 7,1               |
| Jašiūnai                                          | Distretto di Šalčininkai | 262              | 4 509                  | 17,2              |
| Jauniūnai                                         | Distretto di Širvintos   | 127              | 1 871                  | 14,7              |
| Jieznas                                           | Distretto di Prienai     | 112              | 3 081                  | 27,5              |
| Jonavos miesto seniūnija                          | Distretto di Jonava      | 10,6             | 30 650                 | 2891,5            |
| Joniškėlis                                        | Distretto di Pasvalys    | 174              | 2 693                  | 15,5              |
| Joniškėlio miesto seniūnija                       | Distretto di Pasvalys    | 2,36             | 1 201                  | 508,9             |
| Joniškis (Šiauliai)                               | Distretto di Joniškis    | 106              | 11 682                 | 110,2             |
| Joniškis (Moletai)                                | Distretto di Molėtai     | 130              | 1 251                  | 9,6               |
| Josvainiai                                        | Distretto di Kėdainiai   | 185              | 3 018                  | 16,3              |
| Judrėnai                                          | Distretto di Klaipėda    | 64               | 705                    | 10,5              |
| Juknaičiai                                        | Distretto di Šilutė      | 160              | 2 466                  | 15,4              |
| Juodaičiai                                        | Distretto di Jurbarkas   | 31               | 460                    | 14,8              |
| Juodšiliai                                        | Distretto di Vilnius     | 19               | 4 622                  | 243               |
| Juodupė                                           | Distretto di Rokiškis    | 192              | 3 254                  | 16,9              |
| Jurbarko miesto seniūnija                         | Distretto di Jurbarkas   | 13,28            | 13 287                 | 1000,5            |
| Jurbarkai                                         | Distretto di Jurbarkas   | 268              | 3 055                  | 11,4              |
| Justiniškės                                       | Comune di Vilnius        | 2,98             | 27 462                 | 9215              |
| Jūžintai                                          | Distretto di Rokiškis    | 190              | 1 666                  | 8,8               |
| Kačerginė                                         | Distretto di Kaunas      | 1,47             | 772                    | 525,2             |
| Kairiai                                           | Distretto di Šiauliai    | 92               | 3 300                  | 35,9              |
| Kaišiadorys                                       | Distretto di Kaišiadorys | 54               | 2 253                  | 41,7              |
| Kaišiadorių miesto seniūnija                      | Distretto di Kaišiadorys | 11               | 8 664                  | 787,6             |
| Kalesninkai                                       | Distretto di Šalčininkai | 104              | 2 064                  | 19,8              |
| Kalnujai                                          | Distretto di Raseiniai   | 73               | 1 000                  | 13,7              |
| Kaltanėnai                                        | Distretto di Švenčionys  | 68               | 448                    | 6,6               |
| Kaltinėnai                                        | Distretto di Šilalė      | 160              | 2 524                  | 15,8              |
| Kalvarija                                         | Comune di Kalvarija      | 216,11           | 9 115                  | 42,2              |
| Kalveliai                                         | Distretto di Vilnius     | 119              | 4 409                  | 37,1              |
| Kamajai                                           | Distretto di Rokiškis    | 200,59           | 2 074                  | 10,3              |
| Panočiai                                          | Distretto di Varėna      | 268              | 1 390                  | 5,2               |
| Kapčiamiestis                                     | Distretto di Lazdijai    | 230              | 1 061                  | 4,6               |
| Karmėlava                                         | Distretto di Kaunas      | 40               | 6 614                  | 165               |
| Karoliniškės                                      | Comune di Vilnius        | 4                | 27 270                 | 6818              |
| Karsakiškis                                       | Distretto di Panevėžys   | 348              | 2 831                  | 8,1               |
| Kartena                                           | Distretto di Kretinga    | 84               | 1 719                  | 20,5              |
| Katyčiai                                          | Distretto di Šilutė      | 63,05            | 1 109                  | 17,5              |
| Kavarskas                                         | Distretto di Anykščiai   | 256              | 3 106                  | 12,1              |
| Kazitiškis                                        | Distretto di Ignalina    | 162              | 1 011                  | 6,2               |
| Kazliškis                                         | Distretto di Rokiškis    | 123              | 710                    | 5,8               |
| Kazlų Rūda                                        | Comune di Kazlų Rūda     | 360              | 3 908                  | 10,9              |
| Kazokiškės                                        | Comune di Elektrėnai     | 62               | 472                    | 7,6               |
| Kėdainių miesto seniūnija                         | Distretto di Kėdainiai   | 44               | 27 647                 | 628               |
| Kelmė                                             | Distretto di Kelmė       | 7,85             | 9 150                  | 1165,6            |
| Kelmės apylinkių seniūnija                        | Distretto di Kelmė       | 133,7            | 2 299                  | 17,2              |
| Kirnaičiai                                        | Distretto di Joniškis    | 87,74            | 1 672                  | 19,1              |
| Kernavė                                           | Distretto di Širvintos   | 41               | 449                    | 11                |
| Keturvalakiai                                     | Distretto di Vilkaviškis | 93               | 1 690                  | 18,2              |
| Kybartai                                          | Distretto di Vilkaviškis | 154              | 7 960                  | 52                |
| Kiduliai                                          | Distretto di Šakiai      | 124,05           | 2 373                  | 19,1              |
| Kietaviškės                                       | Comune di Elektrėnai     | 56               | 1 398                  | 25                |
| Kintai                                            | Distretto di Šilutė      | 95               | 1 757                  | 18,5              |
| Klausučiai (Vilkaviškis)                          | Distretto di Vilkaviškis | 117              | 2 921                  | 25                |
| Klovainiai                                        | Distretto di Pakruojis   | 174              | 2 743                  | 15,8              |
| Krakės                                            | Distretto di Kėdainiai   | 164              | 3 064                  | 18,7              |
| Kražiai                                           | Distretto di Kelmė       | 255              | 2 676                  | 10,5              |
| Krekenava                                         | Distretto di Panevėžys   | 308              | 4 271                  | 13,9              |
| Kretingalė                                        | Distretto di Klaipėda    | 110              | 4 736                  | 43,1              |
| Kretingos miesto seniūnija                        | Distretto di Kretinga    | 15,3             | 21 423                 | 1400,2            |
| Kretinga                                          | Distretto di Kretinga    | 173              | 7 198                  | 41,6              |
| Kriaunos                                          | Distretto di Rokiškis    | 105              | 943                    | 9                 |
| Krinčinas                                         | Distretto di Pasvalys    | 122              | 1 955                  | 16                |
| Kriukai                                           | Distretto di Joniškis    | 134              | 1 440                  | 10,7              |
| Kriūkai                                           | Distretto di Šakiai      | 97               | 1 805                  | 18,6              |
| Krokialaukis                                      | Distretto di Alytus      | 89               | 2 148                  | 24,1              |
| Krosna                                            | Distretto di Lazdijai    | 42               | 918                    | 21,9              |
| Kruonis                                           | Distretto di Kaišiadorys | 224              | 2 775                  | 12,4              |
| Kruopiai                                          | Distretto di Akmenė      | 129,41           | 949                    | 7,3               |
| Kučiūnai                                          | Distretto di Lazdijai    | 66               | 805                    | 12,2              |
| Kudirkos Naumiestis                               | Distretto di Šakiai      | 76               | 2 701                  | 35,5              |
| Kukečiai                                          | Distretto di Kelmė       | 120              | 1 681                  | 14                |
| Kuktiškės                                         | Distretto di Utena       | 82               | 762                    | 9,3               |
| Kulautuva                                         | Distretto di Kaunas      | 2,82             | 1 425                  | 505,3             |
| Kuliai                                            | Distretto di Plungė      | 128              | 1 193                  | 9,3               |
| Kūlupėnai                                         | Distretto di Kretinga    | 83               | 1 593                  | 19,2              |
| Kulva                                             | Distretto di Jonava      | 113              | 2 244                  | 19,9              |
| Kupiškis                                          | Distretto di Kupiškis    | 250              | 10 811                 | 43,2              |
| Kurkliai                                          | Distretto di Anykščiai   | 146              | 1 313                  | 9                 |
| Kuršėnai                                          | Distretto di Šiauliai    | 337              | 4 410                  | 13,1              |
| Kuršėnų miesto seniūnija                          | Distretto di Šiauliai    | 11,92            | 11 963                 | 1003,6            |
| Kužiai                                            | Distretto di Šiauliai    | 173,54           | 3 747                  | 21,6              |
| Kvėdarna                                          | Distretto di Šilalė      | 144,1            | 3 407                  | 23,6              |
| Labanoras                                         | Distretto di Švenčionys  | 227              | 290                    | 1,3               |
| Laižuva                                           | Distretto di Mažeikiai   | 58               | 965                    | 16,6              |
| Lapės (Kaunas)                                    | Distretto di Kaunas      | 62               | 3 052                  | 49,2              |
| Lauksargiai                                       | Distretto di Tauragė     | 64               | 1 271                  | 19,9              |
| Laukuva                                           | Distretto di Šilalė      | 167              | 3 106                  | 18,6              |
| Lavoriškės                                        | Distretto di Vilnius     | 123              | 2 437                  | 19,8              |
| Lazdijai                                          | Distretto di Lazdijai    | 130              | 2 538                  | 19,5              |
| Lazdijų miesto seniūnija                          | Distretto di Lazdijai    | 4,8              | 4 531                  | 944               |
| Lazdynai                                          | Comune di Vilnius        | 10,3             | 31 097                 | 3019              |
| Leipalingis                                       | Comune di Druskininkai   | 259              | 3 368                  | 13                |
| Lekėčiai                                          | Distretto di Šakiai      | 79               | 1 580                  | 20                |
| Leliūnai                                          | Distretto di Utena       | 153              | 2 778                  | 18,2              |
| Lenkimai                                          | Distretto di Skuodas     | 74               | 979                    | 13,2              |
| Lentvaris                                         | Distretto di Trakai      | 49               | 13 356                 | 273               |
| Lyduokiai                                         | Distretto di Ukmergė     | 74,13            | 1 004                  | 13,5              |
| Lygumai                                           | Distretto di Pakruojis   | 214              | 2 539                  | 11,9              |
| Linkmenys                                         | Distretto di Ignalina    | 96               | 937                    | 9,8               |
| Lioliai                                           | Distretto di Kelmė       | 155              | 2 522                  | 16,2              |
| Liudvinavas                                       | Comune di Marijampolė    | 168              | 5 135                  | 30,6              |
| Linksmakalnis                                     | Distretto di Kaunas      | 2,94             | 737                    | 250,7             |
| Linkuva                                           | Distretto di Pakruojis   | 168              | 3 498                  | 20,8              |
| Liubavas                                          | comune di Kalvarija      | 58,6             | 800                    | 13,7              |
| Lukšiai                                           | Distretto di Šakiai      | 162              | 2 577                  | 15,9              |
| Luokė                                             | Distretto di Telšiai     | 132              | 1 831                  | 13,9              |
| Luokesos seniūnija (fa capo a Molėtai)            | Distretto di Molėtai     | 101              | 1 582                  | 15,7              |
| Lumpėnai                                          | Comune di Pagėgiai       | 62               | 1 040                  | 16,8              |
| Magūnai                                           | Distretto di Švenčionys  | 101              | 736                    | 7,3               |
| Maišiagala                                        | Distretto di Vilnius     | 101              | 2 846                  | 28,2              |
| Marcinkonys                                       | Distretto di Varėna      | 550              | 1 389                  | 2,5               |
| Marijampolė                                       | Comune di Marijampolė    | 187              | 6 112                  | 32,7              |
| Marijampolis                                      | Distretto di Vilnius     | 125              | 3 395                  | 27,2              |
| Matuizos                                          | Distretto di Varėna      | 148              | 2 229                  | 15,1              |
| Mažeikių apylinkės seniūnija                      | Distretto di Mažeikiai   | 101              | 3 193                  | 31,6              |
| Mažeikiai                                         | Distretto di Mažeikiai   | 13,95            | 38 840                 | 2784,2            |
| Mažonai                                           | Distretto di Tauragė     | 221              | 3 120                  | 14,1              |
| Medelyno seniūnija (fa capo a Šiauliai)           | Comune di Šiauliai       | 3,7              | 6 665                  | 1801,4            |
| Medingėnai                                        | Comune di Rietavas       | 60,7             | 503                    | 8,3               |
| Medininkai                                        | Distretto di Vilnius     | 63               | 1 140                  | 18,1              |
| Merkinė                                           | Distretto di Varėna      | 550              | 3 222                  | 5,9               |
| Meškuičiai                                        | Distretto di Šiauliai    | 138              | 2 212                  | 16                |
| Mickūnai                                          | Distretto di Vilnius     | 82               | 5 529                  | 67                |
| Mielagėnai                                        | Distretto di Ignalina    | 115              | 901                    | 7,8               |
| Miežiškiai                                        | Distretto di Panevėžys   | 199              | 2 424                  | 12,2              |
| Mindūnai                                          | Distretto di Molėtai     | 65,65            | 506                    | 7,7               |
| Miroslavas                                        | Distretto di Alytus      | 135              | 3 235                  | 24                |
| Mokolų seniūnija (fa capo a Marijampolė)          | Comune di Marijampolė    | 7,05             | 10 615                 | 1505,7            |
| Mosėdis                                           | Distretto di Skuodas     | 97               | 2 376                  | 24,5              |
| Musninkai                                         | Distretto di Širvintos   | 55               | 1 190                  | 21,6              |
| Namišiai                                          | Distretto di Pasvalys    | 65               | 910                    | 14                |
| Narto seniūnija (fa capo a Marijampolė)           | Comune di Marijampolė    | 11,09            | 11 943                 | 1076,9            |
| Natkiškiai                                        | Comune di Pagėgiai       | 52               | 824                    | 15,8              |
| Naujamiestis (Panevėžys)                          | Distretto di Panevėžys   | 152              | 2 683                  | 17,7              |
| Naujamiestis (Vilnius)                            | Comune di Vilnius        | 4,8              | 23 232                 | 4840              |
| Naujininkai                                       | Comune di Vilnius        | 41,1             | 31 171                 | 758               |
| Naujasis Daugėliškis                              | Distretto di Ignalina    | 160              | 1 379                  | 8,6               |
| Naujoji Akmenė                                    | Distretto di Akmenė      | 240              | 2 329                  | 9,7               |
| Naujosios Akmenės miesto seniūnija                | Distretto di Akmenė      | 10,74            | 9 300                  | 865,9             |
| Naujoji Ūta                                       | Distretto di Prienai     | 81               | 961                    | 11,9              |
| Naujoji Vilnia                                    | Comune di Vilnius        | 39,3             | 31 933                 | 813               |
| Nausodžio seniūnija (fa capo a Varkaliai)         | Distretto di Plungė      | 82               | 3 673                  | 44,8              |
| Nemaitonių seniūnija (fa capo a Varkalės)         | Distretto di Kaišiadorys | 58               | 433                    | 7,5               |
| Nemakščiai                                        | Distretto di Raseiniai   | 114,3            | 1 969                  | 17,2              |
| Nemenčinė                                         | Distretto di Vilnius     | 152,51           | 3 835                  | 25,1              |
| Nemenčinės miesto seniūnija                       | Distretto di Vilnius     | 3,95             | 5 054                  | 1279              |
| Nemėžis                                           | Distretto di Vilnius     | 40               | 9 010                  | 225               |
| Nemunaitis                                        | Distretto di Alytus      | 42               | 1 248                  | 29,7              |
| Nemunėlio Radviliškis                             | Distretto di Biržai      | 200              | 1 644                  | 8,2               |
| Nevarėnai                                         | Distretto di Telšiai     | 132              | 1 573                  | 11,9              |
| Neveronys                                         | Distretto di Kaunas      | 13               | 3 271                  | 252               |
| Noragėliai                                        | Distretto di Lazdijai    | 60               | 1 018                  | 17                |
| Noriūnai                                          | Distretto di Kupiškis    | 91               | 2 154                  | 23,7              |
| Notėnai                                           | Distretto di Skuodas     | 91               | 1 017                  | 11,2              |
| Obeliai                                           | Distretto di Rokiškis    | 240              | 3 037                  | 12,7              |
| Onuškis                                           | Distretto di Trakai      | 250              | 1 874                  | 7,5               |
| Pabaiskas                                         | Distretto di Ukmergė     | 98,15            | 1 170                  | 11,9              |
| Pabarė                                            | Distretto di Šalčininkai | 115              | 1 347                  | 11,7              |
| Paberžė                                           | Distretto di Vilnius     | 209              | 3 670                  | 17,6              |
| Pabradės miesto seniūnija                         | Distretto di Švenčionys  | 11,11            | 5 994                  | 540               |
| Pabiržė                                           | Distretto di Biržai      | 90               | 1 726                  | 19,2              |
| Pabradė                                           | Distretto di Švenčionys  | 354              | 1 737                  | 4,9               |
| Pačeriaukštė                                      | Distretto di Biržai      | 110              | 1 387                  | 12,6              |
| Pagėgiai                                          | Comune di Pagėgiai       | 140              | 4 067                  | 29,1              |
| Pagiriai (Vilnius)                                | Distretto di Vilnius     | 87,2             | 7 341                  | 84                |
| Pagojukų seniūnija                                | Distretto di Raseiniai   | 109              | 1 529                  | 14                |
| Paįstrys                                          | Distretto di Panevėžys   | 154,7            | 2 472                  | 16                |
| Pajevonys                                         | Distretto di Vilkaviškis | 116              | 1 353                  | 11,7              |
| Pajūris                                           | Distretto di Šilalė      | 112              | 2 174                  | 19,4              |
| Pakalniškių seniūnija                             | Distretto di Radviliškis | 166              | 2 496                  | 15                |
| Pakražančio seniūnija                             | Distretto di Kelmė       | 160              | 2 054                  | 12,8              |
| Pakruojis                                         | Distretto di Pakruojis   | 142              | 7 388                  | 52                |
| Pakuonis                                          | Distretto di Prienai     | 56               | 1 330                  | 23,8              |
| Paliepių seniūnija                                | Distretto di Raseiniai   | 92               | 1 942                  | 21,1              |
| Palentinis                                        | Distretto di Šilalė      | 32,5             | 260                    | 8                 |
| Palomenė                                          | Distretto di Kaišiadorys | 203              | 1 662                  | 8,2               |
| Paluknys                                          | Distretto di Trakai      | 140              | 1 213                  | 8,7               |
| Pandėlys                                          | Distretto di Rokiškis    | 324,39           | 2 930                  | 9                 |
| Panemunėlio GS                                    | Distretto di Rokiškis    | 141              | 1 289                  | 9,1               |
| Panemunės seniūnija (fa capo a Kaunas)            | Comune di Kaunas         | 24,8             | 14 941                 | 602               |
| Panerių seniūnija                                 | Comune di Vilnius        | 84,94            | 7 740                  | 91                |
| Panevėžys                                         | Distretto di Panevėžys   | 108,09           | 7 142                  | 66,1              |
| Paparčiai (Kaišiadorys)                           | Distretto di Kaišiadorys | 60               | 767                    | 12,8              |
| Papilė                                            | Distretto di Akmenė      | 238              | 3 183                  | 13,4              |
| Papilys                                           | Distretto di Biržai      | 250              | 1 986                  | 7,9               |
| Parovėja                                          | Distretto di Biržai      | 174              | 1 945                  | 11,2              |
| Pastrėvys                                         | Comune di Elektrėnai     | 56               | 664                    | 11,9              |
| Pasvalio apylinkių seniūnija                      | Distretto di Pasvalys    | 132              | 3 334                  | 25,3              |
| Pasvalio miesto seniūnija                         | Distretto di Pasvalys    | 7,22             | 7 523                  | 1042              |
| Pašilaičiai                                       | Comune di Vilnius        | 8,2              | 33 056                 | 4031              |
| Pašvitinys                                        | Distretto di Pakruojis   | 157              | 1 700                  | 10,8              |
| Paukštakių seniūnija                              | Distretto di Plungė      | 97               | 1 179                  | 12,2              |
| Pelėdnagiai                                       | Distretto di Kėdainiai   | 141              | 3 780                  | 26,8              |
| Pernarava                                         | Distretto di Kėdainiai   | 114,7            | 1 484                  | 12,9              |
| Petrašiūnų seniūnija (fa capo a Kaunas)           | Comune di Kaunas         | 28,5             | 14 382                 | 505               |
| Pilaitė                                           | Comune di Vilnius        | 13,8             | 20 320                 | 1472              |
| Pilviškiai                                        | Distretto di Vilkaviškis | 159              | 4 471                  | 28,1              |
| Pivašiūnai                                        | Distretto di Alytus      | 108              | 1 653                  | 15,3              |
| Pivonijos seniūnija (fa capo a Ukmergė)           | Distretto di Ukmergė     | 165              | 1 454                  | 8,8               |
| Plateliai                                         | Distretto di Plungė      | 137              | 1 932                  | 14,1              |
| Plokščiai                                         | Distretto di Šakiai      | 98               | 949                    | 9,7               |
| Plungės miesto seniūnija                          | Distretto di Plungė      | 11,8             | 20 041                 | 1698,4            |
| Plutiškės                                         | Comune di Kazlų Rūda     | 30               | 734                    | 24,5              |
| Poškonys                                          | Distretto di Šalčininkai | 85               | 787                    | 9,3               |
| Pravieniškės II                                   | Distretto di Kaišiadorys | 42               | 4 079                  | 97                |
| Priekulė                                          | Distretto di Klaipėda    | 161,77           | 7 829                  | 48,4              |
| Prienai                                           | Distretto di Prienai     | 8,34             | 9 867                  | 1183,1            |
| Pumpėnai                                          | Distretto di Pasvalys    | 120              | 2 504                  | 20,9              |
| Punia                                             | Distretto di Alytus      | 78               | 2 271                  | 29,1              |
| Pušalots                                          | Distretto di Pasvalys    | 142              | 1 805                  | 12,7              |
| Radviliškis                                       | Distretto di Radviliškis | 145              | 3 202                  | 22,1              |
| Radviliškio miesto seniūnija                      | Distretto di Radviliškis | 17,32            | 17 254                 | 996,2             |
| Raguva                                            | Distretto di Panevėžys   | 100              | 1 683                  | 16,8              |
| Raitininkų seniūnija                              | Distretto di Alytus      | 103              | 919                    | 8,9               |
| Ramygala                                          | Distretto di Panevėžys   | 249              | 3 698                  | 14,9              |
| Raseinių miesto seniūnija                         | Distretto di Raseiniai   | 8,48             | 11 203                 | 1321,1            |
| Raseiniai                                         | Distretto di Raseiniai   | 137              | 3 277                  | 23,9              |
| Rasų seniūnija (fa capo a Vilnius)                | Comune di Vilnius        | 12,7             | 10 597                 | 834               |
| Raudėnai                                          | Distretto di Šiauliai    | 208              | 1 318                  | 6,3               |
| Raudondvaris                                      | Distretto di Kaunas      | 105              | 5 565                  | 53                |
| Raudonė                                           | Distretto di Jurbarkas   | 109              | 1 359                  | 12,5              |
| Reivyčių seniūnija (fa capo a Mažeikiai)          | Distretto di Mažeikiai   | 98               | 1 611                  | 16,4              |
| Rėkyvos seniūnija (fa capo a Šiauliai)            | Comune di Šiauliai       | 9,7              | 3 093                  | 318,9             |
| Riešės seniūnija (fa capo a Didžioji Riešė)       | Distretto di Vilnius     | 102              | 5 903                  | 58                |
| Rietavas                                          | Comune di Rietavas       | 315,5            | 3 210                  | 10,2              |
| Rietavo miesto seniūnija                          | Comune di Rietavas       | 3,45             | 3 251                  | 942,3             |
| Rimšė                                             | Distretto di Ignalina    | 98               | 879                    | 9                 |
| Ringaudų seniūnija                                | Distretto di Kaunas      | 50               | 5 010                  | 100               |
| Ryškėnai                                          | Distretto di Telšiai     | 107              | 2 463                  | 23                |
| Rokiškio kaimiškoji seniūnija                     | Distretto di Rokiškis    | 285,31           | 4 686                  | 16,4              |
| Rokiškio miesto seniūnija                         | Distretto di Rokiškis    | 11,36            | 14 351                 | 1263,3            |
| Rokai                                             | Distretto di Kaunas      | 42               | 911                    | 21,7              |
| Rozalimas                                         | Distretto di Pakruojis   | 152              | 2 175                  | 14,3              |
| Rudamina (Vilnius)                                | Distretto di Vilnius     | 47               | 5 982                  | 127               |
| Rudiškiai                                         | Distretto di Joniškis    | 59,91            | 800                    | 13,4              |
| Rudiškės                                          | Distretto di Trakai      | 250              | 3 920                  | 15,7              |
| Rukainiai                                         | Distretto di Vilnius     | 144              | 3 285                  | 22,8              |
| Rukla                                             | Distretto di Jonava      | 80               | 2 098                  | 26,2              |
| Rumšiškės                                         | Distretto di Kaišiadorys | 122              | 3 833                  | 31,4              |
| Rusnė                                             | Distretto di Šilutė      | 56               | 1 524                  | 27,2              |
| Salakas                                           | Distretto di Zarasai     | 172,8            | 1 000                  | 5,8               |
| Salantai                                          | Distretto di Kretinga    | 3,3              | 1 615                  | 489,4             |
| Saldutiškis                                       | Distretto di Utena       | 115              | 948                    | 8,2               |
| Saločiai                                          | Distretto di Pasvalys    | 160              | 2 672                  | 16,7              |
| Samylų seniūnija                                  | Distretto di Kaunas      | 76               | 4 503                  | 59                |
| Sangrūda                                          | Comune di Kalvarija      | 99               | 1 387                  | 14                |
| Sariai                                            | Distretto di Švenčionys  | 144              | 443                    | 3,1               |
| Sasnava                                           | Comune di Marijampolė    | 132,07           | 219                    | 24,4              |
| Satkūnai                                          | Distretto di Joniškis    | 100,15           | 1 309                  | 13,1              |
| Saugėlaukio seniūnija                             | Distretto di Joniškis    | 70,66            | 1 405                  | 19,9              |
| Saugos                                            | Distretto di Šilutė      | 160              | 3 419                  | 21,4              |
| Seda                                              | Distretto di Mažeikiai   | 170              | 2 847                  | 16,7              |
| Seirijai                                          | Distretto di Lazdijai    | 145              | 2 174                  | 15                |
| Semeliškės                                        | Comune di Elektrėnai     | 67               | 1 175                  | 17,5              |
| Senamiesčio seniūnija (fa capo a Vilnius)         | Comune di Kaunas         | 4,5              | 19 447                 | 4322              |
| Sendvario seniūnija                               | Distretto di Klaipėda    | 71,93            | 5 033                  | 70                |
| Senieji Trakai                                    | Distretto di Trakai      | 98               | 2 768                  | 28,2              |
| Seredžius                                         | Distretto di Jurbarkas   | 136,64           | 2 464                  | 18                |
| Sidabravas                                        | Distretto di Radviliškis | 144              | 1 821                  | 12,6              |
| Siesikai                                          | Distretto di Ukmergė     | 168              | 1 541                  | 9,2               |
| Simnas                                            | Distretto di Alytus      | 131              | 3 880                  | 29,6              |
| Sintautai                                         | Distretto di Šakiai      | 95               | 1 645                  | 17,3              |
| Skaistgirys                                       | Distretto di Joniškis    | 136              | 2 368                  | 17,4              |
| Skapiškis                                         | Distretto di Kupiškis    | 142              | 1 669                  | 11,8              |
| Skaudvilė                                         | Distretto di Tauragė     | 120              | 3 811                  | 31,8              |
| Skėmiai                                           | Distretto di Radviliškis | 79               | 1 251                  | 15,8              |
| Skiemonys                                         | Distretto di Anykščiai   | 142,48           | 1 182                  | 8,3               |
| Skirsnemunė                                       | Distretto di Jurbarkas   | 121,37           | 2 044                  | 16,8              |
| Skuodo miesto seniūnija                           | Distretto di Skuodas     | 5,96             | 6 513                  | 1092,8            |
| Skuodas                                           | Distretto di Skuodas     | 158              | 2 944                  | 18,6              |
| Slavikai                                          | Distretto di Šakiai      | 65               | 672                    | 10,3              |
| Smalininkai                                       | Distretto di Jurbarkas   | 22,3             | 1 286                  | 58                |
| Smilgiai                                          | Distretto di Panevėžys   | 121              | 1 661                  | 13,7              |
| Stakliškės                                        | Distretto di Prienai     | 170              | 2 608                  | 15,3              |
| Stalgėnai                                         | Distretto di Plungė      | 83               | 974                    | 11,7              |
| Stoniškiai                                        | Comune di Pagėgiai       | 134              | 2 019                  | 15,1              |
| Strūnaičio seniūnija                              | Distretto di Švenčionys  | 106              | 1 178                  | 11,1              |
| Subačius                                          | Distretto di Kupiškis    | 83               | 2 149                  | 25,9              |
| Sudargas                                          | Distretto di Šakiai      | 68,14            | 943                    | 13,8              |
| Sudeikiai                                         | Distretto di Utena       | 108              | 1 250                  | 11,6              |
| Sudervė                                           | Distretto di Vilnius     | 79               | 2 382                  | 30,2              |
| Suginčiai                                         | Distretto di Molėtai     | 220              | 1 816                  | 8,3               |
| Surviliškis                                       | Distretto di Kėdainiai   | 83               | 1 545                  | 18,6              |
| Suviekas                                          | Distretto di Zarasai     | 124              | 581                    | 4,7               |
| Sužionys                                          | Distretto di Vilnius     | 160              | 1 871                  | 11,7              |
| Svėdasai                                          | Distretto di Anykščiai   | 187              | 2 202                  | 11,8              |
| Svirkos                                           | Distretto di Švenčionys  | 101              | 918                    | 9,1               |
| Šatės                                             | Distretto di Skuodas     | 81               | 1 171                  | 14,5              |
| Šakyna                                            | Distretto di Šiauliai    | 148              | 1 361                  | 9,2               |
| Šakiai                                            | Distretto di Šakiai      | 240              | 10 395                 | 43,3              |
| Šalčininkai                                       | Distretto di Šalčininkai | 145,11           | 10 143                 | 70                |
| Šančių seniūnija (fa capo a Kaunas)               | Comune di Kaunas         | 7,41             | 21 097                 | 2847              |
| Šateikiai                                         | Distretto di Plungė      | 134              | 2 233                  | 16,7              |
| Šatrininkai                                       | Distretto di Vilnius     | 35               | 3 213                  | 92                |
| Šaukėnai                                          | Distretto di Kelmė       | 250              | 2 420                  | 9,7               |
| Šaukotas                                          | Distretto di Radviliškis | 151              | 997                    | 6,6               |
| Šeduvos miesto seniūnija                          | Distretto di Radviliškis | 148              | 4 857                  | 32,8              |
| Šeimenos seniūnija (fa capo a Vilkaviškis)        | Distretto di Vilkaviškis | 164              | 5 606                  | 34,2              |
| Šerkšnėnai                                        | Distretto di Mažeikiai   | 133              | 1 890                  | 14,2              |
| Šeškinės seniūnija (fa capo a Vilnius)            | Comune di Vilnius        | 4,4              | 31 333                 | 7121              |
| Šeštokai                                          | Distretto di Lazdijai    | 89               | 1 674                  | 18,8              |
| Šešuolių seniūnija (fa capo a Liaušiai)           | Distretto di Ukmergė     | 110              | 884                    | 8                 |
| Šėta                                              | Distretto di Kėdainiai   | 130              | 2 103                  | 16,2              |
| Šiaulėnai                                         | Distretto di Radviliškis | 199              | 1 592                  | 8                 |
| Šiaulių kaimiškoji seniūnija (fa capo a Vijoliai) | Distretto di Šiauliai    | 292              | 7 137                  | 24,4              |
| Šilainių seniūnija (fa capo a Kaunas)             | Comune di Kaunas         | 25,3             | 50 598                 | 2000              |
| Šilalė                                            | Distretto di Šilalė      | 126              | 2 951                  | 23,4              |
| Šilalės miesto seniūnija                          | Distretto di Šilalė      | 3,48             | 5 492                  | 1578,2            |
| Šilavotas                                         | Distretto di Prienai     | 79               | 1 736                  | 22                |
| Šilutė                                            | Distretto di Šilutė      | 150              | 22 875                 | 152,5             |
| Šiluva                                            | Distretto di Raseiniai   | 227              | 2 411                  | 10,6              |
| Šilai (Jonava)                                    | Distretto di Jonava      | 143              | 1 818                  | 12,7              |
| Šimkaičiai                                        | Distretto di Jurbarkas   | 241              | 1 997                  | 8,3               |
| Šimonys                                           | Distretto di Kupiškis    | 230              | 1 689                  | 7,3               |
| Širvėnos seniūnija (fa capo a Biržai)             | Distretto di Biržai      | 258              | 4 116                  | 16                |
| Širvintos                                         | Distretto di Širvintos   | 154              | 9 590                  | 62                |
| Šlavantų seniūnija (fa capo a Avižieniai)         | Distretto di Lazdijai    | 45               | 490                    | 13,1              |
| Šnipiškių seniūnija (fa capo a Vilnius)           | Comune di Vilnius        | 3,12             | 15 342                 | 4917              |
| Šunskai                                           | Comune di Marijampolė    | 73               | 2 639                  | 36,2              |
| Šveicarija                                        | Distretto di Jonava      | 82               | 2 244                  | 27,4              |
| Švėkšna                                           | Distretto di Šilutė      | 180              | 3 350                  | 18,6              |
| Švenčionėliai                                     | Distretto di Švenčionys  | 233              | 1 564                  | 6,7               |
| Švenčionėlių miesto seniūnija                     | Distretto di Švenčionys  | 5,8              | 5 771                  | 995               |
| Švenčionys                                        | Distretto di Švenčionys  | 158              | 1 865                  | 11,8              |
| Švenčionių miesto seniūnija                       | Distretto di Švenčionys  | 6,13             | 4 963                  | 810               |
| Šventežeris                                       | Distretto di Lazdijai    | 142              | 1 951                  | 13,7              |
| Taujėnai                                          | Distretto di Ukmergė     | 231              | 1 599                  | 6,9               |
| Tauragė                                           | Distretto di Tauragė     | 127,6            | 4 835                  | 37,9              |
| Tauragės miesto seniūnija                         | Distretto di Tauragė     | 13,87            | 24 389                 | 1758,4            |
| Tauragnai                                         | Distretto di Utena       | 186              | 1 269                  | 6,8               |
| Taurakiemio seniūnija (fa capo a Piliuona)        | Distretto di Kaunas      | 53               | 1 769                  | 33,4              |
| Telšių miesto seniūnija                           | Distretto di Telšiai     | 16,4             | 25 540                 | 1557              |
| Teneniai                                          | Distretto di Šilalė      | 42               | 530                    | 12,6              |
| Tirkšliai                                         | Distretto di Mažeikiai   | 119              | 3 883                  | 32,6              |
| Tyruliai                                          | Distretto di Radviliškis | 84               | 845                    | 10,1              |
| Tytuvėnai                                         | Distretto di Kelmė       | 9,8              | 2 302                  | 234,9             |
| Tytuvėnų apylinkių seniūnija                      | Distretto di Kelmė       | 286              | 3 073                  | 10,7              |
| Traksėdžio seniūnija (fa capo a Šilalė)           | Distretto di Šilalė      | 84,2             | 1 739                  | 20,7              |
| Trakai                                            | Distretto di Trakai      | 141              | 8 299                  | 59                |
| Traupis                                           | Distretto di Anykščiai   | 75               | 818                    | 10,9              |
| Tryškiai                                          | Distretto di Telšiai     | 193              | 2 746                  | 14,2              |
| Troškūnai                                         | Distretto di Anykščiai   | 292              | 2 745                  | 9,4               |
| Truskavos seniūnija (fa capo a Pavermenys)        | Distretto di Kėdainiai   | 130              | 1 305                  | 10                |
| Turgeliai                                         | Distretto di Šalčininkai | 119              | 2 102                  | 17,7              |
| Turmantas                                         | Distretto di Zarasai     | 209              | 1 318                  | 6,3               |
| Tverečius                                         | Distretto di Ignalina    | 79               | 537                    | 6,8               |
| Tverai                                            | Comune di Rietavas       | 142              | 1 305                  | 9,2               |
| Ukmergės miesto seniūnija                         | Distretto di Ukmergė     | 20,45            | 23 878                 | 1168              |
| Upyna (Šilalė)                                    | Distretto di Šilalė      | 105,6            | 1 830                  | 17,3              |
| Upyna (Telšiai)                                   | Distretto di Telšiai     | 109              | 1 790                  | 16,4              |
| Upytė                                             | Distretto di Panevėžys   | 91               | 1 531                  | 16,8              |
| Upninkai                                          | Distretto di Jonava      | 173              | 1 328                  | 7,7               |
| Usėnai                                            | Distretto di Šilutė      | 77,9             | 1 210                  | 15,5              |
| Utena                                             | Distretto di Utena       | 146              | 2 395                  | 16,4              |
| Utenos miesto seniūnija                           | Distretto di Utena       | 15,28            | 28 997                 | 1898              |
| Užliedžiai                                        | Distretto di Kaunas      | 34               | 3 217                  | 95                |
| Užpaliai                                          | Distretto di Utena       | 176              | 1 807                  | 10,3              |
| Užusaliai                                         | Distretto di Jonava      | 81               | 2 326                  | 28,7              |
| Užventis                                          | Distretto di Kelmė       | 234              | 3 288                  | 14,1              |
| Vabalninkas                                       | Distretto di Biržai      | 211              | 2 902                  | 13,8              |
| Vadokliai                                         | Distretto di Panevėžys   | 167              | 1 726                  | 10,3              |
| Vaiguva                                           | Distretto di Kelmė       | 91               | 947                    | 10,4              |
| Vainutas                                          | Distretto di Šilutė      | 180              | 2 290                  | 12,7              |
| Valkininkai                                       | Distretto di Varėna      | 156              | 1 932                  | 12,3              |
| Vandžiogala                                       | Distretto di Kaunas      | 126              | 1 632                  | 13                |
| Varėna                                            | Distretto di Varėna      | 186              | 12 628                 | 67,9              |
| Varniai                                           | Distretto di Telšiai     | 274              | 3 739                  | 13,6              |
| Vaškai                                            | Distretto di Pasvalys    | 188              | 2 508                  | 13,3              |
| Veisiejai                                         | Distretto di Lazdijai    | 226              | 2 367                  | 10,5              |
| Veiseieju miesto seniūnija                        | Distretto di Lazdijai    | 5,04             | 1 430                  | 283,7             |
| Veiveriai                                         | Distretto di Prienai     | 100              | 4 055                  | 40,6              |
| Veiviržėnai                                       | Distretto di Klaipėda    | 188              | 3 055                  | 16,3              |
| Veliuona                                          | Distretto di Jurbarkas   | 120              | 1 634                  | 13,6              |
| Velžys                                            | Distretto di Panevėžys   | 177              | 6 889                  | 38,9              |
| Venta                                             | Distretto di Akmenė      | 35,5             | 3 335                  | 94                |
| Vepriai                                           | Distretto di Ukmergė     | 62,5             | 1 161                  | 18,6              |
| Verkių seniūnija (fa capo a Vilnius)              | Comune di Vilnius        | 55,65            | 42 179                 | 758               |
| Vėžaičiai                                         | Distretto di Klaipėda    | 160,5            | 4 288                  | 26,7              |
| Videniškiai                                       | Distretto di Molėtai     | 70               | 717                    | 10,2              |
| Vydeniai                                          | Distretto di Varėna      | 150              | 1 385                  | 9,2               |
| Vidiškės                                          | Distretto di Ignalina    | 62               | 1 242                  | 20                |
| Vidiškiai                                         | Distretto di Ukmergė     | 99,37            | 2 727                  | 27,4              |
| Viduklė                                           | Distretto di Raseiniai   | 174              | 3 582                  | 20,6              |
| Viečiūnai                                         | Comune di Druskininkai   | 188              | 3 671                  | 19,5              |
| Viekšniai                                         | Distretto di Mažeikiai   | 211              | 4 586                  | 21,7              |
| Viešintos                                         | Distretto di Anykščiai   | 112              | 837                    | 7,5               |
| Viešvėnai                                         | Distretto di Telšiai     | 116,55           | 2 611                  | 22,4              |
| Viešvilė                                          | Distretto di Jurbarkas   | 121              | 1 076                  | 8,9               |
| Vievis                                            | Comune di Elektrėnai     | 152              | 7 756                  | 51                |
| Vilainiai                                         | Distretto di Kėdainiai   | 179              | 3 618                  | 20,2              |
| Vilijampolės seniūnija (che fa capo a Kaunas)     | Comune di Kaunas         | 14,4             | 26 411                 | 1834              |
| Vilkaviškio miesto seniūnija                      | Distretto di Vilkaviškis | 7,53             | 11 547                 | 1533,5            |
| Vilkija                                           | Distretto di Kaunas      | 2,69             | 2 131                  | 792,2             |
| Vilkijos apylinkių seniūnija                      | Distretto di Kaunas      | 149              | 2 339                  | 15,7              |
| Vilkyškiai                                        | Comune di Pagėgiai       | 157,22           | 1 559                  | 9,9               |
| Vilkpėdės seniūnija (fa capo a Vilnius)           | Comune di Vilnius        | 10,3             | 21 346                 | 2072              |
| Virbalis                                          | Distretto di Vilkaviškis | 47               | 1 797                  | 38,2              |
| Viršuliškių seniūnija (fa capo a Vilnius)         | Comune di Vilnius        | 2,5              | 14 733                 | 5893              |
| Vištytis                                          | Distretto di Vilkaviškis | 94               | 1 116                  | 11,9              |
| Vyžuonos                                          | Distretto di Utena       | 73               | 1 804                  | 24,7              |
| Zapyškio seniūnija (fa capo a Kluoniškiai)        | Distretto di Kaunas      | 149              | 2 557                  | 17,2              |
| Zarasai                                           | Distretto di Zarasai     | 148,05           | 2 089                  | 14,1              |
| Zarasų miesto seniūnija                           | Distretto di Zarasai     | 12,82            | 7 165                  | 559               |
| Zibalai                                           | Distretto di Širvintos   | 98               | 1 215                  | 12,4              |
| Zujūnai                                           | Distretto di Vilnius     | 51               | 6 627                  | 130               |
| Žadeikiai                                         | Distretto di Šilalė      | 60,4             | 761                    | 12,6              |
| Žagarė                                            | Distretto di Joniškis    | 181              | 3 355                  | 18,5              |
| Žaliakalnio seniūnija (fa capo a Kaunas)          | Comune di Kaunas         | 7,35             | 24 001                 | 3265              |
| Žalgirio seniūnija (fa capo a Raguviškiai)        | Distretto di Kretinga    | 135              | 3 359                  | 24,9              |
| Žarėnai                                           | Distretto di Telšiai     | 100              | 1 013                  | 10,1              |
| Žasliai                                           | Distretto di Kaišiadorys | 109              | 2 241                  | 20,6              |
| Žeimelis                                          | Distretto di Pakruojis   | 165,7            | 2 319                  | 14                |
| Žeimiai                                           | Distretto di Jonava      | 152              | 2 238                  | 14,7              |
| Želva                                             | Distretto di Ukmergė     | 94               | 1 194                  | 12,7              |
| Žemaičių Kalvarija                                | Distretto di Plungė      | 125              | 1 970                  | 15,8              |
| Žemaičių Naumiestis                               | Distretto di Šilutė      | 89               | 3 281                  | 36,9              |
| Žemaitkiemis                                      | Distretto di Ukmergė     | 88               | 768                    | 8,7               |
| Židikai                                           | Distretto di Mažeikiai   | 198              | 2 247                  | 11,3              |
| Žiežmariai                                        | Distretto di Kaišiadorys | 3,82             | 3 607                  | 944,2             |
| Žiežmarių apylinkės seniūnija                     | Distretto di Kaišiadorys | 140              | 3 472                  | 24,8              |
| Žygaičiai                                         | Distretto di Tauragė     | 215              | 2 611                  | 12,1              |
| Žirmūnų seniūnija (fa capo a Vilnius)             | Comune di Vilnius        | 8,5              | 46 370                 | 5455              |
| Žlibinai                                          | Distretto di Plungė      | 140              | 1 413                  | 10,1              |
| Žvėryno seniūnija (fa capo a Vilnius)             | Comune di Vilnius        | 2,7              | 11 079                 | 4103              |
| Žvirgždaičiai                                     | Distretto di Šakiai      | 56               | 653                    | 11,7              |